# The Song Remains the Same (film)
The Song Remains the Same je koncertní film anglické skupiny Led Zeppelin. Záznam byl pořízen během tří vystoupení kapely v newyorské Madison Square Garden ve dnech 27., 28. a 29. července 1973. Části byly později natočeny v anglickém studiu Shepperton Studios. Kromě záznamu z koncertu film obsahuje také části zachycující jednotlivé členy skupiny (včetně manažerů Petera Granta a Richarda Cola) při jiných činnostech. Snímek měl premiéru po více než třech letech – 20. října 1976. Jeho režiséry byli Peter Clifton a Joe Massot. K filmu rovněž vyšel stejnojmenný soundtrack.